# Sirius 3
O Sirius 3 é um satélite de comunicação geoestacionário construído pela empresa Hughes ele está localizado na posição orbital de 51 graus de longitude leste que foi operado inicialmente pela Nordic Satellite AB e atualmente é propriedade da SES. O satélite foi baseado na plataforma HS-376HP e sua vida útil estimada era de 12 anos.

## História
Em maio de 1997, a Hughes Space and Communications International, Inc. recebeu um contrato para construir um satélite baseado na plataforma de alta potência HS-376HP.
O satélite Sirius 3 fornece serviços de televisão direct-to-home na região escandinava. A Hughes atualizou o centro de controle de satélites da NSAB no Esrange, Quiruna, e deu formação aos controladores de satélites.
O Sirius 3 leva 15 transponders em banda Ku alimentados por energia fornecida por células solares de arsenieto de gálio para gerar um mínimo de 1.400 watts de potência no final da vida útil do satélite e que dependem de baterias de níquel-hidrogênio para o mesmo poder operar durante os eclipses (quando a Terra fica posicionada entre o satélite e o Sol).
O Sirius 3 é usado principalmente para direct-to-home e os serviços de televisão por cabo, bem como a distribuição de dados na Escandinávia e nos países vizinhos, mas também é capaz de fornecer dados de distribuição de televisão e internet de alta velocidade para a Groenlândia.

## Lançamento
O satélite foi lançado com sucesso ao espaço no dia 05 de outubro de 1998, por meio de um veiculo Ariane-44L H10-3, lançado a partir do Centro Espacial de Kourou na Guiana Francesa,juntamente com o satélite Eutelsat W2. Ele tinha uma massa de lançamento de 1.465 kg.

## Capacidade e cobertura
O Sirius 3 é equipado com 15 transponders em banda Ku para fazer cobertura da Europa.